# Malcolm Duncan (musicista)
Malcolm Duncan, detto Molly (Montrose, 24 agosto 1945 – Bocholt, 8 ottobre 2019), è stato un sassofonista britannico, fondatore della Average White Band.
Ha lavorato con Ray Charles, Tom Petty, Buddy Guy, Ben E. King, Dire Straits, Marvin Gaye, Chaka Khan ed Eric Clapton.